# Ист Ранчо Домингез (Калифорнија)
Ист Ранчо Домингез (енгл. East Rancho Dominguez) насељено је место без административног статуса у америчкој савезној држави Калифорнија.

## Демографија
По попису из 2010. године број становника је 15.135, што је 5.849 (63,0%) становника више него 2000. године.
| Група             | 2000.         | 2010.          |
| Белци             | 161 (1,7%)    | 174 (1,1%)     |
| Афроамериканци    | 1.841 (19,8%) | 2.404 (15,9%)  |
| Азијати           | 14 (0,2%)     | 33 (0,2%)      |
| Хиспаноамериканци | 7.164 (77,1%) | 12.407 (82,0%) |
| Укупно            | 9.286         | 15.135         |